# 丹纳赫
丹纳赫公司是一家位于美国华盛顿哥伦比亚特区的综合企业公司。丹納赫在全球擁有20餘家運營公司，8萬餘名員工。
2022年8月3日，《財富》世界500強排行榜發布，丹納赫公司位列第118名。 
2022年12月，上榜2022胡潤世界500強，排名第46位。

## 历史
1969年创建，前身是一家马萨诸塞州房地产投资信托。主要业务涉及工业制造、电子测量，环境监测、牙科仪器、生命科学和医疗诊断等。
2011年6月30日收購贝克曼库尔特公司（Beckman Coulter Inc.）
2015年5月13日丹納赫斥資138億美元現金收購水和空氣過濾系統製造商頗爾公司（Pall Corporation）
2015年5月13日丹納赫将分拆為兩家獨立的上市公司，一家是科學和技術增長公司丹納赫，另一家是專注在專業儀器儀表、自動化、傳感和運輸技術等方面的多元化工業成長型企業Fortive Corporation(FTV*)
2019年2月25日丹納赫斥資210億美元現金以及承擔部分養老金債務收購通用電氣生命科學公司（GE Life Sciences）的GE生物醫藥（GE Biopharma）業務
2019年7月1日丹納赫將旗下的牙科業務Nobel Biocare Systems，KaVo Kerr和Ormco合併成—間獨立公司“Envista”，併計劃於2019年下半年在紐交所申請IPO上市，股票代碼為NVST
2019年10月23日丹納赫以約7.5億美元現金出售三項生命科學業務，包括label-free生物分子鑑定、色譜硬件和樹脂，以及微載體和顆粒驗證標準品業務給賽多利斯（Sartorius）
2020年3月，达纳赫完成以214亿美元收购通用电气生命科学（General Electric Life Sciences，GE医疗）的生物制药业务的交易。该部门制造用于药物研究和制造的设备。
2020年4月，GE医疗生命科学更名爲Cytiva（思拓凡）
2020 年 5 月，宣布汤姆·乔伊斯 (Tom Joyce) 将卸任公司 CEO。 他于 2020 年 9 月 1 日被执行副总裁雷尼尔布莱尔取代。

## 子公司

### 生命科学业务
| 子公司名称                    | 主营业务                  | 收购时间 |
| ----------------------------- | ------------------------- | -------- |
| IDT                           | 全外显子捕获试剂盒等      |          |
| ABCAM                         | 单克隆抗体、ELISA试剂盒等 | 2023     |
| 贝克曼库尔特生命科学          | 流式细胞仪、超速离心机等  | 2011     |
| 美谷分子（Molecular Devices） | 酶标仪、高内涵分析系统等  | 2010     |
| IDBS                          |                           |          |
| SCIEX                         | 质谱设备                  | 2009     |
| 徕卡显微系统                  |                           | 2005     |
| 頗爾公司（Pall）              | 过滤器、超纯水设备        | 2015     |
| 思拓凡（Cytiva）              | 蛋白纯化设备              | 2020     |

### 医学诊断业务
| 子公司名称             | 主营业务 | 收购时间 |
| ---------------------- | -------- | -------- |
| 贝克曼库尔特医学诊断   |          | 2011     |
| 雷杜米特（Radiometer） |          | 2004     |
| 赛沛（Cepheid）        |          | 2016     |
| 麦默通（Mammotome）    |          |          |